# Isochilus
Isochilus – rodzaj roślin z rodziny storczykowatych (Orchidaceae). Obejmuje 13 gatunków występujących w Ameryce Południowej i Środkowej w takich krajach i regionach jak: Argentyna, Belize, Boliwia, Brazylia, Kolumbia, Kostaryka, Kuba, Dominikana, Ekwador, Salwador, Gujana Francuska, Gwatemala, Gujana, Haiti, Honduras, Jamajka, Leeward Islands, Meksyk, Nikaragua, Panama, Paragwaj, Peru, Portoryko, Surinam, Trynidad i Tobago, Wenezuela, Windward Islands.

## Systematyka
Rodzaj sklasyfikowany do podplemienia Ponerinae w plemieniu Epidendreae, podrodzina epidendronowe (Epidendroideae), rodzina storczykowate (Orchidaceae), rząd szparagowce (Asparagales) w obrębie roślin jednoliściennych.
Wykaz gatunków
- Isochilus alatus Schltr.
- Isochilus aurantiacus Hamer & Garay
- Isochilus bracteatus (Lex.) Espejo & López-Ferr.
- Isochilus carnosiflorus Lindl.
- Isochilus chiriquensis Schltr.
- Isochilus langlassei Schltr.
- Isochilus latibracteatus A.Rich. & Galeotti
- Isochilus linearis (Jacq.) R.Br.
- Isochilus major Schltdl. & Cham.
- Isochilus oaxacanus Salazar & Soto Arenas
- Isochilus pitalensis Hamer & Garay
- Isochilus smithii H.G.Jones
- Isochilus unilateralis B.L.Rob.